# Éleu-dit-Leauwette
Éleu-dit-Leauwette és un municipi francès situat al departament del Pas de Calais i a la regió dels Alts de França. L'any 2007 tenia 2.989 habitants.

## Demografia

### Població
El 2007 la població de fet d'Éleu-dit-Leauwette era de 2.989 persones. Hi havia 1.184 famílies de les quals 299 eren unipersonals (89 homes vivint sols i 210 dones vivint soles), 315 parelles sense fills, 461 parelles amb fills i 109 famílies monoparentals amb fills.
La població ha evolucionat segons el següent gràfic:
Habitants censats

### Habitatges
El 2007 hi havia 1.269 habitatges, 1.196 eren l'habitatge principal de la família, 1 era una segona residència i 72 estaven desocupats. 1.097 eren cases i 172 eren apartaments. Dels 1.196 habitatges principals, 744 estaven ocupats pels seus propietaris, 413 estaven llogats i ocupats pels llogaters i 39 estaven cedits a títol gratuït; 2 tenien una cambra, 113 en tenien dues, 115 en tenien tres, 320 en tenien quatre i 646 en tenien cinc o més. 888 habitatges disposaven pel capbaix d'una plaça de pàrquing. A 562 habitatges hi havia un automòbil i a 438 n'hi havia dos o més.

### Piràmide de població
La piràmide de població per edats i sexe el 2009 era:
| Homes | Edats   | Dones |
| ----- | ------- | ----- |
| 0     | 95 o +  | 0     |
| 0     | 90 a 94 | 12    |
| 0     | 85 a 89 | 16    |
| 16    | 80 a 84 | 32    |
| 16    | 75 a 79 | 48    |
| 52    | 70 a 74 | 56    |
| 68    | 65 a 69 | 84    |
| 88    | 60 a 64 | 64    |
| 84    | 55 a 59 | 60    |
| 112   | 50 a 54 | 144   |
| 116   | 45 a 49 | 156   |
| 120   | 40 a 44 | 120   |
| 108   | 35 a 39 | 108   |
| 72    | 30 a 34 | 72    |
| 120   | 25 a 29 | 124   |
| 140   | 20 a 24 | 60    |
| 132   | 15 a 19 | 116   |
| 92    | 10 a 14 | 112   |
| 100   | 5 a 9   | 100   |
| 84    | 0 a 4   | 52    |

## Economia
El 2007 la població en edat de treballar era de 1.992 persones, 1.373 eren actives i 619 eren inactives. De les 1.373 persones actives 1.193 estaven ocupades (650 homes i 543 dones) i 181 estaven aturades (95 homes i 86 dones). De les 619 persones inactives 190 estaven jubilades, 187 estaven estudiant i 242 estaven classificades com a «altres inactius».

### Ingressos
El 2009 a Éleu-dit-Leauwette hi havia 1.195 unitats fiscals que integraven 2.996 persones, la mediana anual d'ingressos fiscals per persona era de 15.730 €.

### Activitats econòmiques
Dels 59 establiments que hi havia el 2007, 1 era d'una empresa extractiva, 3 d'empreses alimentàries, 1 d'una empresa de fabricació d'altres productes industrials, 7 d'empreses de construcció, 16 d'empreses de comerç i reparació d'automòbils, 4 d'empreses de transport, 6 d'empreses d'hostatgeria i restauració, 2 d'empreses immobiliàries, 3 d'empreses de serveis, 14 d'entitats de l'administració pública i 2 d'empreses classificades com a «altres activitats de serveis».
Dels 14 establiments de servei als particulars que hi havia el 2009, 1 era una oficina de correu, 2 fusteries, 2 lampisteries, 2 electricistes, 2 empreses de construcció, 2 perruqueries, 2 restaurants i 1 agència immobiliària.
Dels 7 establiments comercials que hi havia el 2009, 1 era una botiga de més de 120 m², 4 fleques, 1 una fleca i 1 una peixateria.

## Equipaments sanitaris i escolars
Els 2 equipaments sanitaris que hi havia el 2009 eren farmàcies.
El 2009 hi havia 2 escoles maternals i 2 escoles elementals.

## Poblacions més properes
El següent diagrama mostra les poblacions més properes.